# Александр Яблонський
Александр Яблонський (пол. Aleksander Jabłoński; 26 лютого 1898, Воскресенівка, Харківщина — 9 вересня 1980, Скерневиці) — польський фізик, що спеціалізувався на фотофізиці та флуоресценції, розробник діаграми Яблонського. 

## Життєпис
Навчався в Харківському та Варшавському університетах.
В 1930 році у Варшавському універстеті захистив дисертацію на тему «Вплив зміни довжини хвилі збудження на спектри флуоресценції» («On the influence of the change of the wavelength of excitation light on the fluorescence spectra»). Після цього працював у Берліні (Університет Фрідріха Вільгельма) та Гамбурзі (Гамбурзький університет). В 1934 Яблонський повернувся у Варшаву, де захистив докторську дисертацію на тему «Вплив міжмолекулярних взаємодій на поглинання та флуоресценцію» (On the influence of intermolecular interactions on the absorption and emission of light).
Ім'ям вченого була названа запропонована ним діаграма рівнів енергії для пояснення фосфоресценції.